# China Motor Corporation
China Motor Corporation (CMC; кит. 中華汽車工業; пиньинь Zhōnghuá Qìchē Gōngyè) — автомобильный производитель со штаб-квартирой в Тайбэе, Тайвань.

## История
Компания China Motor Corporation была основана в июне 1969 года, а в 1970 году был подписан контракт о совместном использовании технологий с Mitsubishi Motors. 12 декабря 1973 года было открыто первое производственное предприятие в Янмэе. Первоначально выпускалось 300 автомобилей в месяц, но благодаря быстрому росту и развитию передового покрасочного оборудования завод выпустил 100000-й автомобиль в 1983 году.
Первоначально выпускались только коммерческие автомобили, а позже деятельность была расширена. Производственная мощность стала составлять более 100000 автомобилей в год. В настоящее время компания China Motor Corporation управляет тремя производственными предприятиями: двумя в Янмэе и одним в Синьчжу.
Компания котируется на Тайваньской фондовой бирже с марта 1991 года. В 1993 году компания была удостоена Национальной премии качества Тайваня и заняла первое место в индексе удовлетворённости продажами J.D. Power Asia-Pasific в 2000 и 2001 годах. Работники были удостоены многочисленных наград за образцовые условия труда на производственных предприятиях компании CMC. По состоянию на 2019 год Yulon Motor Group считается крупнейшим акционером с более чем 40%, а China Motor считается частью Yulon Motor Group. 13,97% акций компании принадлежит Mitsubishi. Все модели CMC имеют происхождение от Mitsubishi и адаптированы для тайваньского рынка.
С 1995 года CMC вкладывает инвестиции в китайскую компанию South East Motor Corporation. В 2005 году компания получила одобрение от правительства Китая и подписала соглашение с DaimlerChrysler о производстве минивэнов для китайского рынка. С июня 2007 года CMC участвует в совместном предприятии Fujian Daimler.
В июне 2010 года в производство был запущен электрический мотоцикл CMC «e-moving electric twowheeled vehicle».
В сентябре 2012 года компания CMC получила согласие от компании Mitsubishi Motors и официально экспортировала Lancer Fortis с независимым дизайном в страны ССАГПЗ.
30 октября 2013 года компания CMC самостоятельно разработала модель «Xinda».
В 2013 году компания eMoving выпустила первый электрический велосипед Bobe.
В сентябре 2015 года компания CMC провела независимую реконструкцию и запустила в производство многофункциональный коммерческий автомобиль Zinger. Кроме самостоятельно разработанного внешнего вида кузова автомобиля, также были модернизированы двигатель и трансмиссия.
6 апреля 2017 года компания CMС в очередной раз самостоятельно провела масштабный фейслифтинг Grand Lancer.
В июле 2017 года был анонсирован электровелосипед «EM 25 Shine».
В мае 2019 года компания выпустила своё корпоративное видение и новый фирменный стиль третьего поколения, чтобы отпраздновать 50-летие компании.
В августе 2021 года был выпущен лёгкий электрический самокат eMOVING-EZ1, который стал первым электрическим самокатом компании с интеллектуальной системой замены батарей Gogoro Network.

В июле 2022 года был представлен среднеразмерный внедорожник MG HS производства SAIC Motor, а в октябре того же года был выпущен 3,5-тонный грузовой автомобиль «Jianbing». 
- Первая версия логотипа дилерского центра электрических двухколёсных транспортных средств Zhonghua Automobile
- Вторая версия логотипа дилерского центра электрических двухколёсных транспортных средств Zhonghua Automobile

## Модельный ряд

### Текущий

#### CMC
- CMC D260/D270 (2020 — настоящее время, экспорт)
- CMC Veryca (中華菱利, 2000 — настоящее время)
- CMC Zinger (中華雙贏, 2005 — настоящее время)
- CMC P350 Hybrid (中華堅兵, 2022 — настоящее время)
- CMC J Space (2024 — настоящее время)
- CMC ET35 (2025)

- CMC Veryca
- CMC Zinger
- CMC Zinger Pickup
- CMC P350 Hybrid
- CMC J Space

#### Mitsubishi
- Mitsubishi Colt Plus (2007 — настоящее время)
- Mitsubishi Delica (中華得利卡, 1973 — настоящее время)
- Mitsubishi Eclipse Cross (2018 — настоящее время, импорт)
- Mitsubishi Outlander (2001 — настоящее время)

- Mitsubishi Colt Plus
- Mitsubishi Delica
- Mitsubishi Eclipse Cross
- Mitsubishi Outlander

#### MG
- MG HS (2022 — настоящее время)
- MG ZS (2023 — настоящее время)
- MG4 EV (2024 — настоящее время)

- MG HS
- MG ZS
- MG4 EV

### Модели, снятые с производства

#### CMC
- CMC Minicab (1978—1985)
- CMC Towny (中華多利, 1985—1992)
- CMC Varica (1985—2000)
- CMC Leadca (中華新達, 2013—2020)

- CMC Delica 2.0GL
- CMC Minicab
- CMC Varica 1200
- CMC Veryca 1.3L
- CMC Leadca

#### Mitsubishi
- Mitsubishi Lancer (1991—2024)
- Mitsubishi Galant (1997—2004)
- Mitsubishi Space Gear (1997—2007)
- Mitsubishi Freeca (1998—2008)
- Mitsubishi Savrin (2001—2014)
- Mitsubishi Grunder (2004—2012)
- Mitsubishi Pajero (2007—2020) (импорт)
- Mitsubishi ASX (2011—2014) (импорт)
- Mitsubishi Lancer Sportback (2011—2017) (импорт)
- Chrysler Town & Country (2005—2007)

- Mitsubishi Grand Lancer
- Mitsubishi Grunder
- Mitsubishi Galant
- Mitsubishi Savrin
- Mitsubishi Space Gear
- Mitsubishi Freeca
- Mitsubishi Pajero
- Mitsubishi ASX
- Mitsubishi Lancer Sportback
- Chrysler Town & Country